# Riethnordhausen (bei Sangerhausen)
Riethnordhausen este o comună în Saxonia-Anhalt, Germania